# هنری سیجویک
هنری سیجویک (به انگلیسی: Henry Sidgwick) (متولد ۳۱ مه ۱۸۳۸ - درگذشته در ۲۸ اوت ۱۹۰۰) اقتصاددان و فیلسوف فایده‌گرای انگلیسی بود. او یکی از پایه‌گذاران و اولین رئیس جامعه تحقیقات روان، عضو انجمن متافیزیک و از پیشگامان فعالیت در جهت حق تحصیلات عالی برای زنان بود. او از طرفداران خودگرایی اخلاقی به شمار می‌رود.

## زندگینامه
هنری سیجویک در اسکیپتون در یورکشایر به دنیا آمد ، جایی که پدرش، کشیش دبلیو. سیجویک (متوفی 1841)، مدیر مدرسه گرامر محلی ، [3] مدرسه گرامر ارمیستد بود . مادر هنری، مری سیدگویک، خواهرزاده کرافتز (1807–79) بود.
هنری سیجویک در راگبی (جایی که پسر عمویش، متعاقباً برادر شوهرش، ادوارد وایت بنسون ، اسقف اعظم کانتربری بعداً استاد بود)، و در کالج ترینیتی کمبریج تحصیل کرد . سیجویک در حالی که در ترینیتی بود به عضویت حواریون کمبریج درآمد . در سال 1859، او کلاسیک ارشد، سی و سومین مبارز ، مدال آور صدراعظم و محقق کریون بود. در همان سال، او به عنوان کمک هزینه تحصیلی در ترینیتی انتخاب شد و به زودی پس از آن او به عنوان مدرس کلاسیک در آنجا شد، پستی که او به مدت ده سال در آنجا بود. [3] [4] سایت Sidgwick ، محل چندین دانشکده هنر و علوم انسانی دانشگاه، به نام او نامگذاری شده است.
در سال 1869، او سخنرانی خود را در کلاسیک با یکی در فلسفه اخلاق ، موضوعی که توجه خود را به آن معطوف کرده بود، عوض کرد. در همان سال، به این نتیجه رسید که دیگر با وجدان نمی تواند خود را عضو کلیسای انگلستان اعلام کند ، از عضویت خود استعفا داد. او مقام سخنرانی خود را حفظ کرد و در سال 1881 به عنوان عضو افتخاری انتخاب شد. در سال 1874 او کتاب روش‌های اخلاق را منتشر کرد (ویرایش ششم، 1901، حاوی اصلاحیه‌هایی که درست قبل از مرگش نوشته شده بود)، [3] با رضایت عمومی یک اثر بزرگ بود که باعث شهرت او در خارج از دانشگاه شد. جان رالز آن را «نخستین اثر واقعاً آکادمیک در نظریه اخلاقی، هم از نظر روش و هم از لحاظ روحی مدرن» نامید. [5]
در سال 1875، او به عنوان استاد فلسفه اخلاق و سیاسی در ترینیتی منصوب شد و در سال 1883 به عنوان استاد فلسفه نایتبریج انتخاب شد . در سال 1885، با حذف آزمون مذهبی، کالج او یک بار دیگر او را به عضویت در بنیاد انتخاب کرد. [3]
سیجویک علاوه بر سخنرانی و کارهای ادبی، در تجارت دانشگاه و در بسیاری از اشکال کار اجتماعی و بشردوستانه مشارکت فعال داشت. او عضو هیئت عمومی مطالعات از زمان تأسیس آن در سال 1882 تا 1899 بود. او همچنین عضو شورای سنای هیئت خدمات ملکی هند و سندیکای امتحانات و سخنرانی های محلی و رئیس هیئت ویژه علوم اخلاقی بود. [3] در حالی که در کمبریج Sidgwick به برتراند راسل جوان آموزش داد . [6]
بیوگرافی سیجویک در سال 2004 توسط بارت شولتز به دنبال این بود که ثابت کند که سیجویک یک همجنسگرای مادام العمر بوده است، اما مشخص نیست که آیا او تا به حال تمایلات خود را به پایان رسانده است یا خیر. به گفته این زندگی نامه نویس، سیجویک در طول زندگی خود با مسائلی مانند ریاکاری و صراحت در ارتباط با خواسته های ممنوعه خود مبارزه کرد. [2] [7]
او یکی از بنیانگذاران و اولین رئیس انجمن تحقیقات روانی و یکی از اعضای انجمن متافیزیک بود . [3]
او همچنین آموزش عالی زنان را ترویج کرد . او کمک کرد تا امتحانات محلی بالاتر برای زنان آغاز شود، و سخنرانی هایی که در کمبریج برای آماده سازی آن برگزار شد. به پیشنهاد او و با کمک او بود که آن کلاف یک خانه مسکونی برای دانشجویان باز کرد که به کالج نیونهام در کمبریج تبدیل شد . هنگامی که در سال 1880، تالار شمالی اضافه شد، سیجویک به مدت دو سال در آنجا زندگی کرد. همسرش پس از مرگ کلاف در سال 1892 مدیر کالج شد و تا پایان عمر او در آنجا زندگی کردند. در تمام این دوره، سیجویک بیشترین علاقه را به رفاه کالج نشان داد. در سیاست، او یک لیبرال بود و در سال 1886 به یک اتحادیه لیبرال [3] تبدیل شد (حزبی که بعداً با حزب محافظه کار ادغام شد ).
در سال 1892 سیجویک رئیس دومین کنگره بین المللی روانشناسی تجربی بود و سخنرانی افتتاحیه را ایراد کرد. [8] از دوازده اولین کنگره بین المللی، سرانجام اتحادیه بین المللی علوم روانشناسی پدید آمد.
در اوایل سال 1900 به دلیل بیماری ناخوشایند مجبور به استعفا از مقام استادی شد و چند ماه بعد درگذشت. [3] Sidgwick، که یک آگنوستیک درگذشت ، [9] در Terling All Saints Churchyard، ترلینگ ، اسکس ، همراه با همسرش به خاک سپرده شد .

## اخلاق
سیجویک  موضع خود را در اخلاق به عنوان فایده گرایی «بر مبنای شهودی » خلاصه می کند. [10] این نشان دهنده رقابتی است که در آن زمان در میان فیلسوفان بریتانیایی بین فلسفه‌های فایده‌گرایی و شهودگرایی اخلاقی احساس می‌شد، که برای مثال با انتقاد جان استوارت میل از شهودگرایی اخلاقی در فصل اول کتاب او، فایده‌گرایی نشان داده شده است. .
سیجویک  به دلیل نارضایتی از ناهماهنگی در فایده‌گرایی جرمی بنتام و جان استوارت میل، بین آنچه او «لذت‌گرایی روان‌شناختی» و «لذت‌گرایی اخلاقی» می‌نامد، این موضع را توسعه داد. لذت گرایی روانشناختی بیان می کند که هر کس همیشه کاری را انجام می دهد که به نفع خود است، در حالی که لذت گرایی اخلاقی بیان می کند که همه باید آنچه را که به نفع عمومی است انجام دهند. سیجویک  بر این باور بود که نه بنتام و نه میل پاسخ کافی در مورد اینکه چگونه این نسخه که کسی باید منافع خود را فدای منافع عمومی کند می‌تواند قدرت داشته باشد، با توجه به اینکه آنها این نسخه را با این ادعا ترکیب کردند که در واقع هر کس در واقع همیشه به دنبال فرد خود است، پاسخ کافی ندارند. علاقه. به گفته سیجویک  ، شهودهای اخلاقی، مانند آنچه فیلسوفانی مانند ویلیام ویول برای آن استدلال می‌کنند ، می‌تواند نیروی گمشده برای چنین ادعاهای هنجاری را فراهم کند.
از نظر سیجویک ، اخلاق در مورد این است که کدام اعمال از نظر عینی درست هستند. [11] شناخت ما از درست و نادرست از اخلاق عقل سلیم ناشی می شود که فاقد یک اصل منسجم در هسته خود است. [12] وظیفه فلسفه به‌طور عام و اخلاق به‌طور خاص نه آنقدر ایجاد دانش جدید که نظام مند کردن دانش موجود. [13] سیجویک  می‌کوشد با تدوین روش‌های اخلاقی به این هدف دست یابد ، که او آن را به عنوان رویه‌های عقلانی «برای تعیین رفتار درست در هر مورد خاص» تعریف می‌کند. [14] [15] او سه روش را شناسایی می کند: شهودگرایی ، که شامل اصول اخلاقی معتبر مستقل مختلفی برای تعیین آنچه باید انجام شود، و دو شکل لذت گرایی ، که در آن درستی تنها به لذت و درد ناشی از عمل بستگی دارد. لذت گرایی به لذت گرایی خودگرا تقسیم می شود که فقط رفاه خود عامل را در نظر می گیرد و لذت گرایی یا فایده گرایی جهانی که به رفاه همه مربوط می شود. [13] [14]
همان‌طور که سیجویک  می بیند، یکی از موضوعات اصلی اخلاق این است که آیا این سه روش می توانند با یکدیگر هماهنگ شوند یا خیر. ، سیجویک استدلال می کند که این برای شهودگرایی و فایده گرایی امکان پذیر است . اما موفقیت کامل این پروژه غیرممکن است، زیرا خودگرایی، که او آن را به همان اندازه عقلانی می‌داند، نمی‌تواند با فایده‌گرایی سازگار شود، مگر اینکه مفروضات دینی مطرح شود. [14] چنین مفروضاتی، برای مثال، وجود خدای شخصی که عامل را در زندگی پس از مرگ پاداش و مجازات می‌کند، می‌تواند خودگرایی و فایده‌گرایی را آشتی دهد. [13] اما بدون آنها، ما باید «دوگانگی عقل عملی» را بپذیریم که «تضاد اساسی» را در آگاهی اخلاقی ما تشکیل می‌دهد. [11]

### فرااخلاق
فرااخلاق سیجویک  شامل دفاع صریح از شکل غیر طبیعی رئالیسم اخلاقی است . او متعهد به شناخت گرایی اخلاقی است : اینکه زبان اخلاقی به شدت مناسب حقیقت است و ویژگی های اخلاقی به هیچ ویژگی طبیعی قابل تقلیل نیست. این واقع گرایی غیر طبیعت گرایانه با معرفت شناسی شهودی اخلاقی ترکیب می شود تا امکان شناخت حقایق اخلاقی را توجیه کند. [16]

### اخلاق باطنی
سیجویک  با اخلاق باطنی ارتباط نزدیک و بحث برانگیزی دارد : این موضع که یک نظام اخلاقی (مانند فایده گرایی) ممکن است قابل قبول باشد، اما پذیرفتنی نیست که آن نظام اخلاقی به‌طور گسترده آموزش داده یا پذیرفته شود. [17]
برنارد ویلیامز از فایده‌گرایی باطنی سیجویک ی به عنوان « فایده‌گرایی خانه دولتی » یاد می‌کند و ادعا می‌کند که منعکس‌کننده فضای نخبگان استعماری بریتانیایی اندیشه سیجویک  است. [18]

### میراث فلسفی
به گفته جان رالز ، اهمیت سیجویک  برای اخلاق مدرن به دو سهم بستگی دارد: ارائه پیچیده‌ترین دفاع موجود از فایده‌گرایی در شکل کلاسیک آن، و ارائه در روش‌شناسی تطبیقی خود نمونه‌ای برای چگونگی تحقیق اخلاق به عنوان یک موضوع دانشگاهی. [19] آلن وود روش شناسی تطبیقی الهام گرفته از سیجویک  را به عنوان «الگوی استاندارد» روش شناسی تحقیق در میان اخلاق شناسان معاصر توصیف می کند. [20]
شهرت سیجویک  به‌عنوان یک فیلسوف، علی‌رغم اهمیتی که برای اخلاق‌شناسان معاصر داشت، در دهه‌های پس از مرگش به‌شدت کاهش یافت و او برای بخش بزرگی از نیمه اول قرن بیستم به‌عنوان چهره‌ای جزئی در فلسفه در نظر گرفته می‌شد. بارت شولتز استدلال می‌کند که این ارزیابی منفی با سلیقه گروه‌هایی که در سال‌های پس از مرگ سیجویک  در کمبریج تأثیرگذار بودند توضیح داده می‌شود: فیلسوفان زبان عادی ویتگنشتاینی ، بقایای ایده‌آلیسم بریتانیا ، و مهم‌تر از همه، گروه بلومزبری . [21] با این حال، جان دی ، توضیح شولتز را به چالش می‌کشد، و در عوض این سقوط علاقه به سیجویک  را به تغییر درک فلسفی بدیهیات در ریاضیات نسبت می‌دهد، که این موضوع را زیر سؤال می‌برد که آیا بدیهی‌سازی مدل مناسبی برای معرفت‌شناسی بنیادگرایانه‌ای از آن نوع که سیجویک  امتحان کرد ارائه می‌دهد. ساختن برای اخلاق [22]

## اقتصاد
سیجویک  در زمانی در اقتصاد کار می کرد که جریان اصلی اقتصاد بریتانیا در حال گذار از اقتصاد کلاسیک آدام اسمیت ، دیوید ریکاردو و جان استوارت میل به اقتصاد نئوکلاسیک ویلیام استنلی جوونز و آلفرد مارشال بود . سیجویک  به این تغییرات پاسخ داد و ترجیح داد بر شباهت‌های اقتصاد قدیم و جدید تأکید کند، و تصمیم گرفت کار خود را بر اساس اصول اقتصاد سیاسی JS Mill ، با ترکیب بینش‌های Jevons، بنا کند. [23]
سیجویک  معتقد بود که علاقه به خود یکی از عناصر اصلی انگیزه انسانی است. او معتقد بود که این منفعت شخصی در دنیای اقتصاد فایده بی‌نظیری دارد و نباید مردم را سرزنش کرد که می‌خواهند کالایی را به بالاترین قیمت ممکن بفروشند یا کالایی را با کمترین قیمت ممکن بخرند. او تفاوت بین توانایی یک فرد برای قضاوت صحیح منافع خود و توانایی گروهی از مردم برای رسیدن به نقطه حداکثر شادی گروهی را متمایز کرد. او دو تفاوت در نتایج تصمیمات فردی و گروهی یافت. یکی از نمونه‌های این ایده این است که زندگی چیزی بیش از انباشت ثروت است، بنابراین همیشه به نفع جامعه نیست که صرفاً به دنبال حداکثر کردن ثروت باشد. این تأثیر ممکن است به دلیل محدودیت های فرد، از ویژگی هایی مانند جهل، نابالغی و ناتوانی باشد. این می تواند یک قضاوت اخلاقی باشد، مانند تصمیم برای محدود کردن فروش الکل به یک فرد به دلیل نگرانی از سلامتی آنها. نمونه دوم این واقعیت است که نتایج به حداکثر رساندن ثروت برای جامعه به سادگی همیشه امکان پذیر نیست، زمانی که افراد در آن جامعه همگی در تلاش برای به حداکثر رساندن ثروت فردی خود هستند. احتمالاً تناقضاتی پدیدار می شود که باعث می شود یک فرد به دلیل اعمال فرد دیگر، حداکثر ثروت کمتری داشته باشد، بنابراین امکان حداکثرسازی ثروت در سطح جامعه را نمی پذیرد. مشکلات نیز ممکن است به دلیل انحصار رخ دهد . [24]
سیجویک  به دلیل کار خود در مورد این موضوع که الهام بخش کار آرتور سیسیل پیگو به نام The Economics of Welfare است، تأثیر عمده ای بر توسعه اقتصاد رفاه خواهد داشت . [24]
آلفرد مارشال ، بنیانگذار دانشکده اقتصاد کمبریج، سیجویک  را به عنوان "مادر و پدر روحانی" خود توصیف می کند. [25]

## فراروانشناسی
سیجویک  مادام العمر به ماوراء الطبیعه علاقه داشت. این علاقه، همراه با مبارزات شخصی او با اعتقادات مذهبی، انگیزه ای برای گردهمایی او از همکاران جوان علاقه مند به ارزیابی شواهد تجربی برای پدیده های ماوراء الطبیعه یا معجزه آسا بود. این گردهمایی به عنوان "گروه سیجویک " شناخته می‌شود و پیشینی از انجمن تحقیقات روانی است که سیجویک  را به عنوان بنیانگذار و اولین رئیس به حساب می‌آورد. [26]
سیجویک  نگرانی های خود را با فراروانشناسی به تحقیقات خود در اخلاق مرتبط می کند. او معتقد بود که اگر به‌طور تجربی نشان داده شود که توصیه‌های خودپرستی عقلانی و فایده‌گرایی به دلیل پاداش رفتار اخلاقی پس از مرگ، مطابقت دارند، می‌توان دوگانگی عقل عملی را خارج از اخلاق فلسفی حل کرد.
به گفته بارت شولتز، علی‌رغم نقش برجسته سیجویک در نهادینه‌سازی فراروان‌شناسی به‌عنوان یک رشته، او «تاثیر بسیار منفی و مخربی بر آن داشت، شبیه به نقش‌زدایی‌کنندگان اخیر فراروان‌شناسی». او و همکارانش در گروه سیجویک  به دلیل افشای رسانه های تقلب مشهور شدند. [27] یکی از این رویدادها افشای کلاهبرداری Eusapia Palladino بود . [28] [29]

## دین
سیجویک  که در کلیسای انگلستان بزرگ شد، از مسیحیت ارتدوکس فاصله گرفت و در اوایل سال 1862 خود را به عنوان یک خداباور و مستقل از مذهب مستقر توصیف کرد. [24] تا پایان عمر، اگرچه او مسیحیت را «ضروری و غیرقابل جایگزینی» می‌دید – از منظر جامعه‌شناختی به آن نگاه می‌کرد، اما نمی‌توانست به آن به عنوان یک دین بازگردد. [3]

## آثار
آرتور و النور میلدرد سیجویک ، هنری سیجویک  ، 1906
اخلاق انطباق و اشتراک . 1870.
روش‌های اخلاق؛ لندن، 1874، چاپ هفتم 1907.
نظریه تکامل در کاربرد آن در عمل ، در ذهن ، جلد اول، شماره 1 ژانویه 1876، 52-67،
اصول اقتصاد سیاسی . لندن، 1883، چاپ سوم 1901.
محدوده و روش علم اقتصاد . 1885.
طرح کلی تاریخ اخلاق برای خوانندگان انگلیسی. 1886 ویرایش پنجم 1902 (بزرگ شده از مقاله اخلاق او در دائرةالمعارف بریتانیکا ویرایش یازدهم ).
عناصر سیاست . لندن، 1891، چاپ چهارم 1919.
"فلسفه عقل سلیم" ، در ذهن ، سری جدید، جلد چهارم، شماره 14، آوریل 1895، 145-158.
علم اقتصاد و اقتصاد ، فرهنگ نامه اقتصاد سیاسی پالگریو ، 1896، ج. 1، (تجدید چاپ شده در The New Palgrave: A Dictionary of Economics ، 1987، v. 2، 58-59.)
اخلاق عملی . لندن، 1898، چاپ دوم 1909.
فلسفه؛ محدوده و روابط آن . لندن، 1902.
سخنرانی‌هایی درباره اخلاق تی‌آی گرین، آقای هربرت اسپنسر و جی. مارتینو . 1902.
توسعه سیاست اروپا 1903، چاپ سوم 1920
مقالات و آدرس های متفرقه . 1904.
سخنرانی در مورد فلسفه کانت و سایر سخنرانی ها و مقالات فلسفی . 1905.